# Majmana
Majmana (paštúnsky/uzbecky میمنه) je město v severním Afghánistánu. Je správním centrem provincie Fárjáb. V roce 2004 mělo 75 900 obyvatel. Nachází se v nadmořské výšce 877 m n. m.
Jeho území je kontinuálně osídleno již od doby železné.[zdroj?] Středověké město se zbavilo svých hradeb v 20. století, kdy začalo být také komplexněji rozvíjeno. V polovině století mělo asi 35 000 obyvatel. Majmana je centrem zemědělské oblasti, která se táhne v blízkosti řeky Kejsar. V současné době ve městě sídlí provinční rekonstrukční tým NATO s norskou a lotyšskou účastí.
26. října 2012 bylo během sebevražedného atentátu v místní mešitě usmrceno nejméně 41 obětí a dalších víc než 50 zraněno. Mešita byla plná lidí připomínajících si začátek svátku oběti Íd al-adhá.